# Mathilde Tholuck

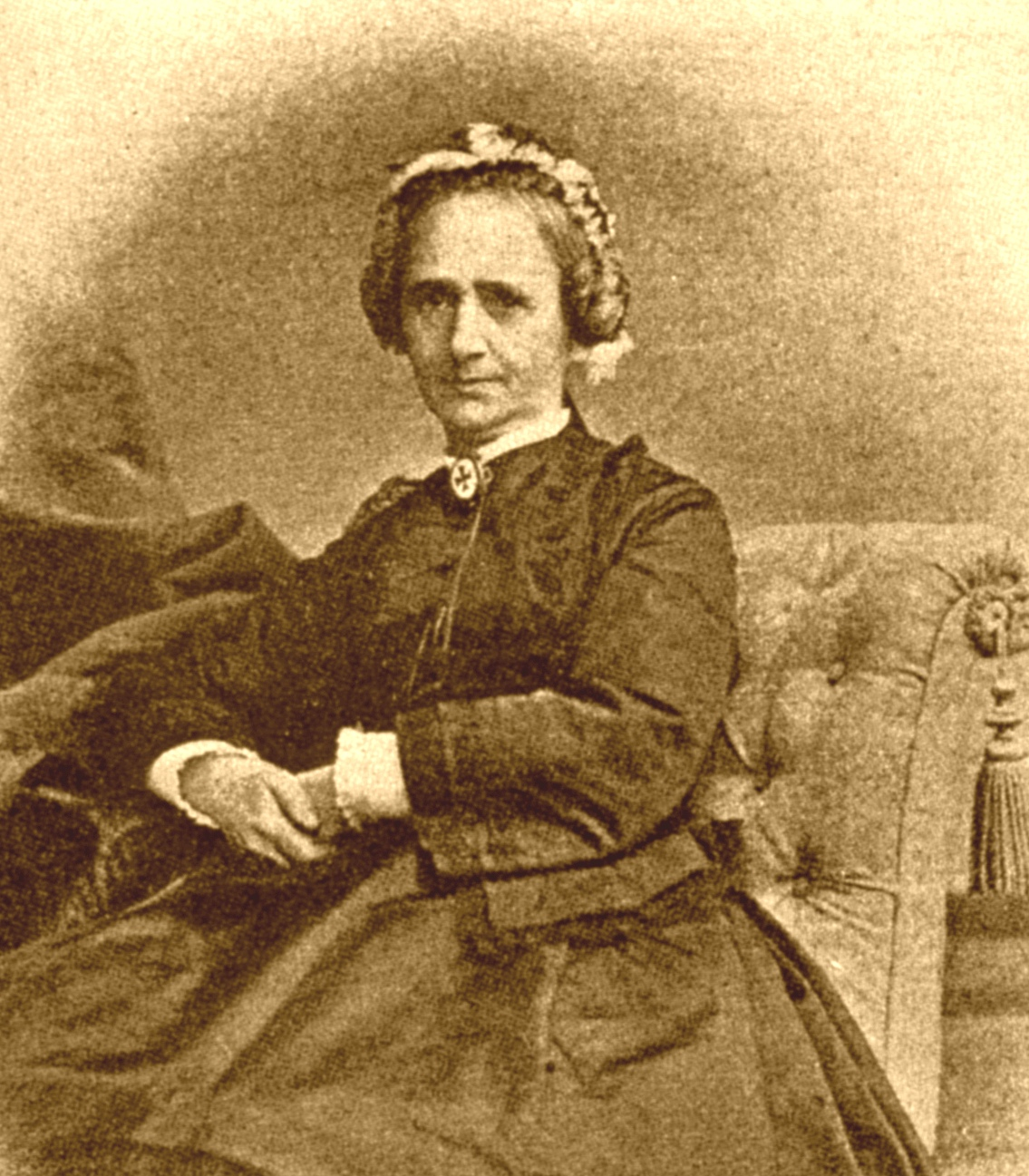
Frau Rat Mathilde Tholuck

Mathilde Tholuck (* 18. Januar 1816 in Steinegg, Großherzogtum Baden; † 8. Mai 1894 in Halle (Saale)), geborene Freiin von Gemmingen-Steinegg, war eine Anhängerin der pietistischen Erweckungsbewegung, Mitgründerin der Diakonie in Halle (Saale) und des heutigen evangelischen Studentenkonvikts, ebenfalls in Halle.

## Frühe Jahre
Mathilde Tholuck wurde als achtes von neun Kindern des Schlossherrn auf Steinegg Julius von Gemmingen-Steinegg (1774–1842) und seiner Ehefrau Anna Maria (1802–1858) geboren. Ihr Vater hatte durch die Mediatisierung von 1803 und 1806, die Eingliederung der bisher reichsunmittelbaren Reichsstände und Adligen in die neuen deutschen Bundesstaaten, einen erheblichen Teil seiner Herrschaftsrechte verloren. „Die Identitätsbildung der jungen Adligen war konfliktreich, nahm sie doch die umfassenden gesellschaftlichen Veränderungen und die Kritik am Adel intensiv, persönlich und aus ihrer Perspektive als tief erlebtes Unrecht wahr.“ Für Aufsehen sorgte ihr Vater durch seinen Konfessionswechsel vom Katholizismus zur evangelischen Kirche im Jahr 1823 (siehe auch Aloys Henhöfer). Mathildes Erziehung war auf eine engagierte Lebensführung und Verantwortungsbewusstsein gegenüber Untergebenen ausgerichtet. Frömmigkeit war das geistige Band der Familie. Um das Jahr 1835 geriet die Familie in finanzielle Schwierigkeiten und musste ihr Gut verkaufen.
Bei einer Kur in Bad Kissingen 1835 lernte Mathilde den fast siebzehn Jahre älteren Witwer August Tholuck kennen, einen pietistischen Professor aus Halle, der schon um diese Zeit einer der führenden Theologen der konservativen Kirchenpolitik Preußens war. Einige Zeit später hielt Tholuck um ihre Hand an. Obwohl eine solche Ehe eigentlich nicht standesgemäß war, betrachtete ihr Vater diese Verbindung letztlich als „einen Ratschluss Gottes“. Das Paar heiratete im Jahr 1838. Die Ehe hatte Bestand, blieb aber kinderlos.

## Öffentliches Wirken
Mathilde Tholuck organisierte als Professorengattin in Halle regelmäßig öffentliche Vortragsabende, eine Sonntagsschule zur Alphabetisierung arbeitender Erwachsener und Sonntagsabende für Dienstmädchen. Sie war vielfältig sozial-karitativ tätig, nahm einen kranken Großneffen nach dessen Selbstmordversuch und andere kranke Menschen als Hausgenossen bei sich auf und pflegte sie. Ihr soziales Engagement ist typisch für die Erweckungsbewegung.

### Diakonissenanstalt Halle
Um das Wirken von Mathilde Tholuck einordnen zu können, zunächst einige Vorbemerkungen zur Zeit und der Stadt, in der sie lebte. Die Gründung von Diakonissanstalten kann als eine Begleiterscheinung der Industriellen Revolution in Deutschland zwischen den 1830er-Jahren und 1873 gesehen werden. Die aus dem Boden schießenden Industriekomplexe führten neben dem wirtschaftlichen Aufschwung zu einer Verschlechterung der Lebensbedingungen in der Nähe der Industriezentren und einem erhöhten Krankenstand. Das traf sowohl auf die Industriearbeiter selbst als auch auf die in diesen Gebieten lebende Bevölkerung zu. Das Gesundheitssystem war auf diese neue Situation nicht vorbereitet. Im Zuge der Industrialisierung entstand eine Arbeiterklasse, die „unter dem Diktat der Maschinen, des Kapitals und der Fabrikanten stand“.
Darauf reagierte der deutsche evangelische Pastor Theodor Fliedner, der gemeinsam mit seinen Ehefrauen Friederike Münster und Caroline Bertheau als Erneuerer des apostolischen Diakonissenamtes in die Kirchengeschichte eingegangen ist. Sie gründeten 1836 die Kaiserswerther Diakonie in einem Stadtteil von Düsseldorf, die in der Folgezeit im Sozial-, Gesundheits- und Bildungswesen tätig wurde. Seine Arbeit in der Krankenpflege war wegweisend, auch für Florence Nightingale, die im Jahr 1850 einige Monate in Kaiserswerth verbrachte. Als theologische Grundlage der Diakonie gilt das Gebot der Nächstenliebe. Sie zielt also darauf, Menschen in ihrer Not beizustehen und ihnen die Hilfe zukommen zu lassen, derer sie bedürfen.

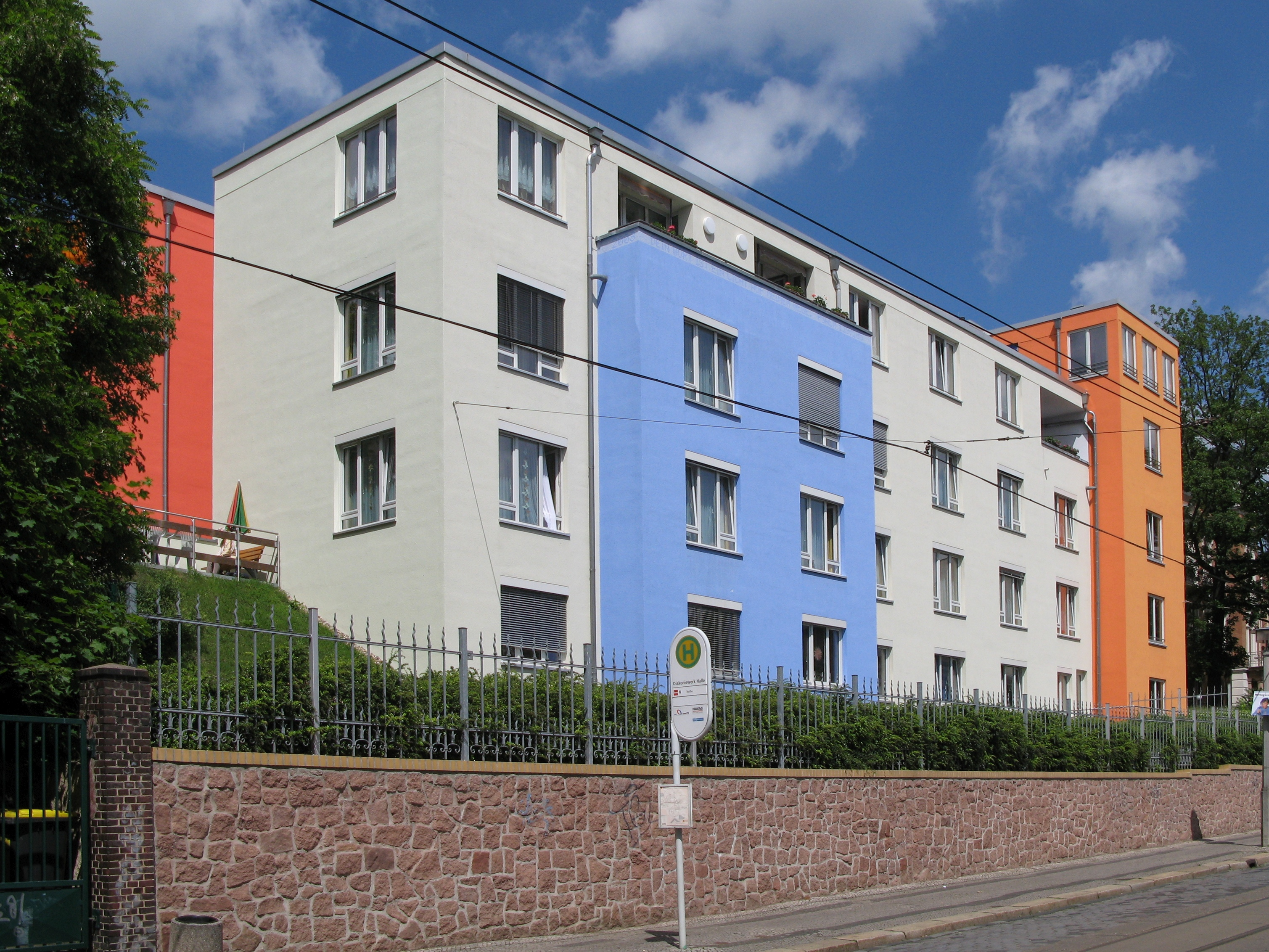
Mathilde-Tholuck-Haus, ein nach der Gründerin benannter Gebäudekomplex des Diakoniewerks Halle

Um diese Zeit hatte auch die Stadt Halle unter den Folgen der Industriellen Revolution und grassierenden Krankheiten zu leiden. In einer Chronik zur Geschichte der Stadt Halle, veröffentlicht im Jahr 1867, wird von Cholera, Nervenfieber (Typhus), Scharlach, Keuchhusten, Masern, Pocken und Ruhr in Halle berichtet. Insbesondere Cholera war zwischen 1830 und 1852 immer wieder aufgetreten. Auf diese desaströse Situation und unzureichende Krankenpflege in der Stadt reagierend veröffentlichte das Hallische Tagblatt am 4. April 1856 einen von Mathilde Tholuck initiierten Aufruf zur Gründung eines „Diaconissenhauses“ in Halle, der von dutzenden bekannten Persönlichkeiten der Stadt unterzeichnet worden war. Der Aufruf beginnt mit:
Die schreckliche Epidemie, von welcher unsere Stadt und Gegend im vorigen Jahr aufs neue heimgesucht worden ist, hat es abermals auf schmerzliche Weise fühlbar gemacht, dass es in Halle bei anerkannter Trefflichkeit der ärztlichen Hilfe und medicinischen Institute doch an einer berufsmäßigen und ausgebildeten Krankenpflege im hohen Grade fehlt. Die Zahl der Pflegerinnen ist so gering, dass selbst die öffentlichen Anstalten nur nothdürftig damit versehen werden können, sie ist für die Privatpflege noch weniger ausreichend, und wenn durch allgemein verbreitete Krankheiten das Bedürfniß besonders gesteigert ist, bleibt nichts übrig, als zu ganz ungeeigneten Zuflucht zu nehmen. Wäre aber auch eine hinlängliche Zahl vorhanden, so würden ihre Leistungen doch nicht das ersetzen, was evangelische Diaconissen bieten, welche nicht um des Lohnes willen, sondern aus christlicher Liebe den aufopfernden Dienst am Krankenbette übernehmen und in steter Übung und unter ärztlicher Leitung ihre Einsicht und Fertigkeiten ausbilden. Sie haben sich in den großartigen Anstalten von Kaiserswerth und Berlin, in Königsberg, Stettin, Stuttgardt, an allen Orten, wo man sie eingeführt hat, durch ihre anspruchslosen Wohltaten in einem solchen Grade bewährt, dass Viele ihnen zu Dank verpflichtet und selbst die Vorurtheile zerstreut sind, die ihnen bei anderen anfänglich entgegenstanden.

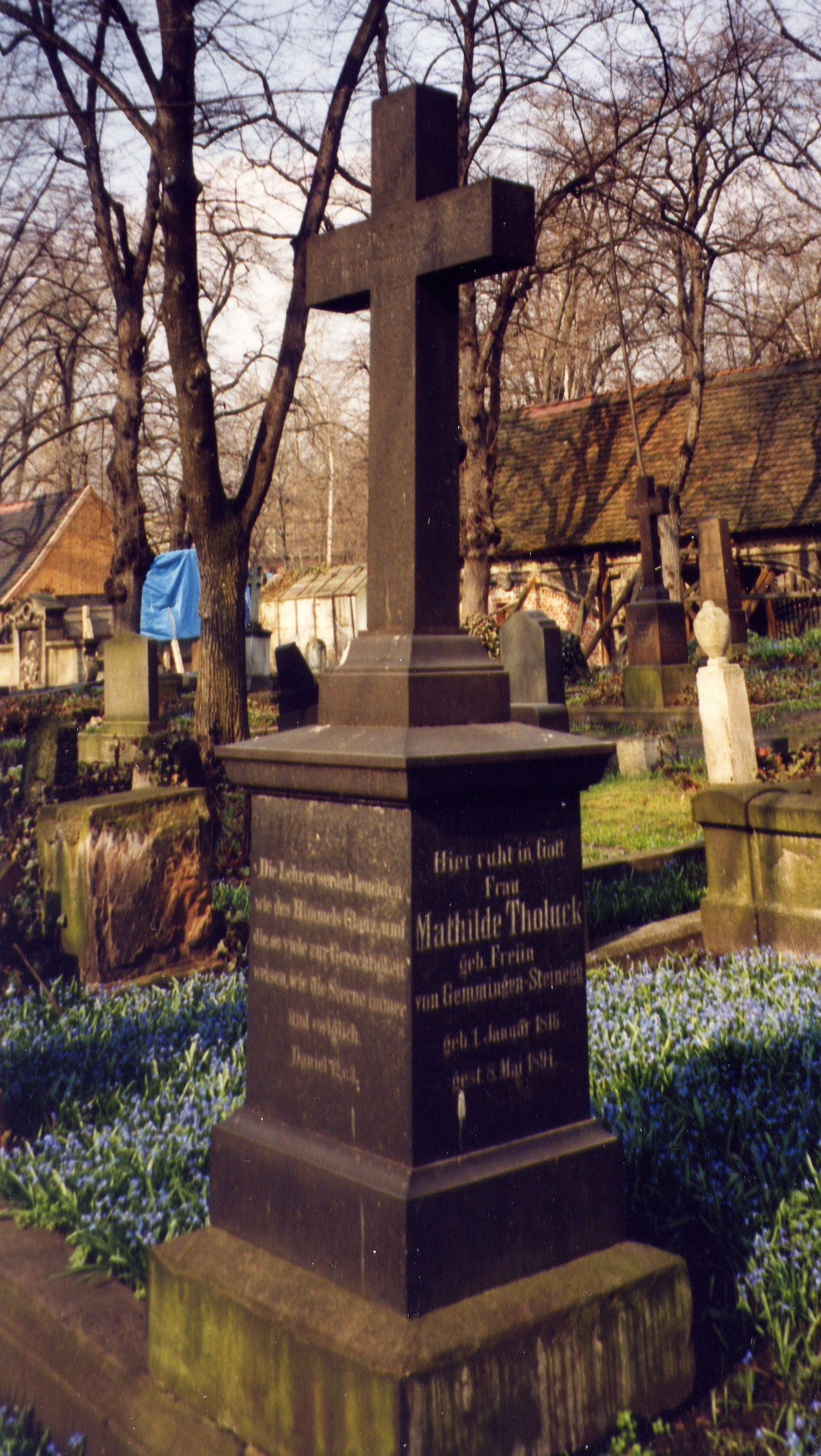
Grab von Mathilde Tholuck, Stadtgottesacker Halle (Saale), 1997

Der Aufruf, den auch August Tholuck unterzeichnet hatte, schloss mit den Worten:
Beiträge zur Unterstützung, seien es Vorschüsse zu niedrigen Zinsen oder ganz ohne Zinsen, seien es einmalige Geschenke oder jährliche Beiträge: sind Frau Consistorialrätin Tholuck, Herr Stadtrath Colberg, Herr Rittergutsbesitzer Sachse, und die Mühlmannsche Buchhandlung in Empfang zu nehmen bereit.
1857 wurde Mathilde Tholuck mit den organisatorischen Vorbereitungen einer solchen Gründung betraut. Das Fliednersche Modell aufgreifend, der seine Ehefrauen einbezogen hatte, lag es nahe, dass Rätin Tholuck, zumindest in der ersten Zeit, eine führende Position bekleiden würde. Bereits im Januar 1856 hatte sich Mathilde Tholuck in einem ersten Brief an Theodor Fliedner gewandt und ihn von den Halleschen Plänen zur Gründung eines Diakonissenhauses informiert, dem viele Briefe folgen sollten. Im Herbst 1860 wurde mit Pauline Niemeyer die erste Hallesche Diakonisse eingesegnet. Das sicher herkunftsbedingte, herrschaftliche Auftreten von Mathilde Tholuck führte zu Konflikten, die Fliedner brieflich zu schlichten half. Dennoch kann ihr Anteil an der Gründung der Diakonissenanstalt Halle nicht hoch genug bewertet werden. 1863 schied sie aus dem Vorstand aus. Im Jahr 1869 war die Anzahl der Schwestern auf zehn Diakonissen und 15 Probeschwestern angestiegen.
Mathilde Tholuck wurde wie ihr Mann August Tholuck auf dem Stadtgottesacker in Halle beigesetzt. Die Grabstätte ist bis heute erhalten.
Die Wertschätzung von Mathilde Tholuck unter den Diakonissen und Mitarbeitern des Diakoniewerks Halle hält bis heute an, was sich auch darin widerspiegelt, dass ein Neubau im Diakoniewerk von 2003 ihren Namen erhalten hat. Das Mathilde-Tholuck-Haus ist ein Altenpflegeheim, das in den oberen Etagen 15 Wohnungen enthält, vorzugsweise für pensionierte Schwestern. Im Mutterhaus des Diakoniewerks ist ein Ölgemälde zu sehen, das Mathilde Tholuck darstellt.

### Tholuckkonvikt

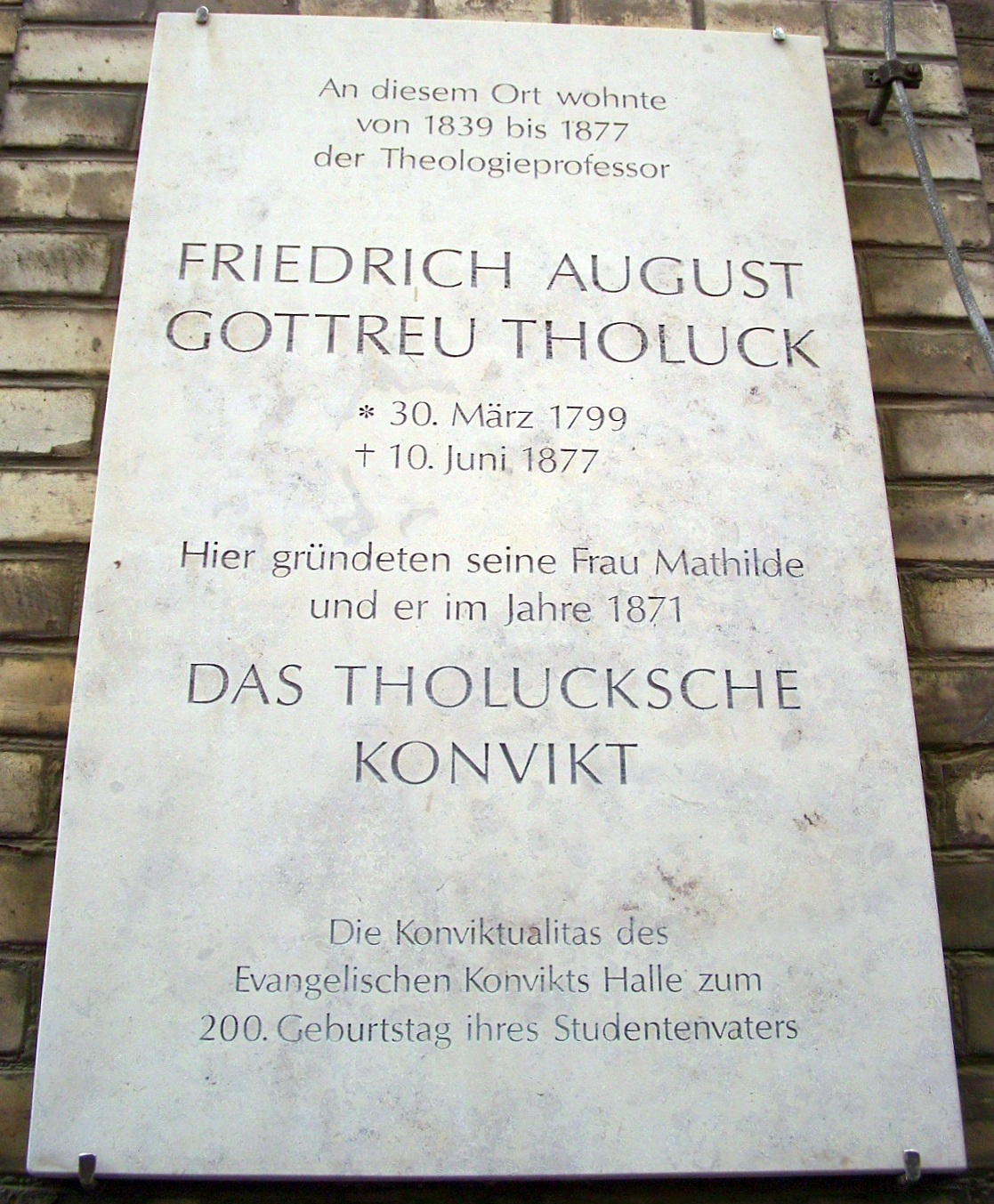
Gedenktafel von 1999 zur Erinnerung an August Tholuck und seine Frau Mathilde am heutigen Haus in der Mittelstraße 10. Das originale Haus steht nicht mehr

Bereits 1839 trug sich August Tholuck mit dem Wunsch, ein „Studenten-Convict“ in der Mittelstraße 10, wo das Paar eingezogen war, zu eröffnen. Soziales Engagement für Studenten in dieser oder anderer Form gehörte traditionsgemäß zu dem Aufgabenbereich einer Professorengattin.
Konvikt nennt man eine dem Klosterleben nachempfundene, meist auf Stiftungen beruhende oder aus öffentlichen Mitteln unterhaltene Institution für Schüler oder Studenten im kirchlichen Bereich, mit Wohnmöglichkeit und einer gemeinsamen Hausordnung. Sie unterscheiden sich von profanen Heimen insbesondere durch die im Konvikt angebotene Seelsorge.
Erst ein Jahr nach dem fünfzigjährigen Jubiläum der Ernennung August Tholucks zum Lizentiaten der Theologie im Jahr 1870 kam es zur Gründung des Tholuckskonvikts (oder Tholuckschen Konvikts) durch Mathilde und ihren Mann. Ein Jahr nach dem Tod ihres Mannes im Jahr 1877 wurde das bis dahin private Konvikt in eine öffentliche Stiftung umgewandelt. Auch danach führte sie das Konvikt als Inspektorin gemeinsam mit dem Theologen Martin Kähler (1835–1912) weiter. Nachdem auch Mathilde gestorben war, wurde gemäß ihrer testamentarischen Verfügung das gesamte Erbe der Tholucks in eine öffentliche Stiftung überführt, die heute in das Evangelische Konvikt integriert ist.

## Schriften
- Mathilde Tholuck: Kurzes Lebensbild des seligen Reichs-Freiherrn Julius von Gemmingen Steinegg-Hagenschies. Halle an der Saale 1886 (264 S.).
- Wilhelm Herrmann: Briefe an August und Mathilde Tholuck nebst anderen Quellen aus seiner Jugend. Hänsel-Hohenhausen, Egelsbach, Frankfurt am Main, München, New York 1999, ISBN 978-3-8267-1166-4 (XXIV, 87 S., Joachim Weinhardt (Hrsg.)). Nicht ausgewertet.